# Hintertaunus
Als Hintertaunus wird im Mittelgebirge Taunus (Haupteinheitengruppe 30) das bis 700,7 m ü. NHN hohe Gebiet bzw. der Naturraum nördlich des Hohen Taunus (301), bezeichnet. Es dehnt sich im Westen bis zum Rhein, im Norden bis hin zur Lahn und im Osten bis zur Wetterau aus und gliedert sich in Östlichen Hintertaunus (Haupteinheit 302), Idsteiner Senke (303) und Westlichen Hintertaunus (304).

## Naturräumliche Lage

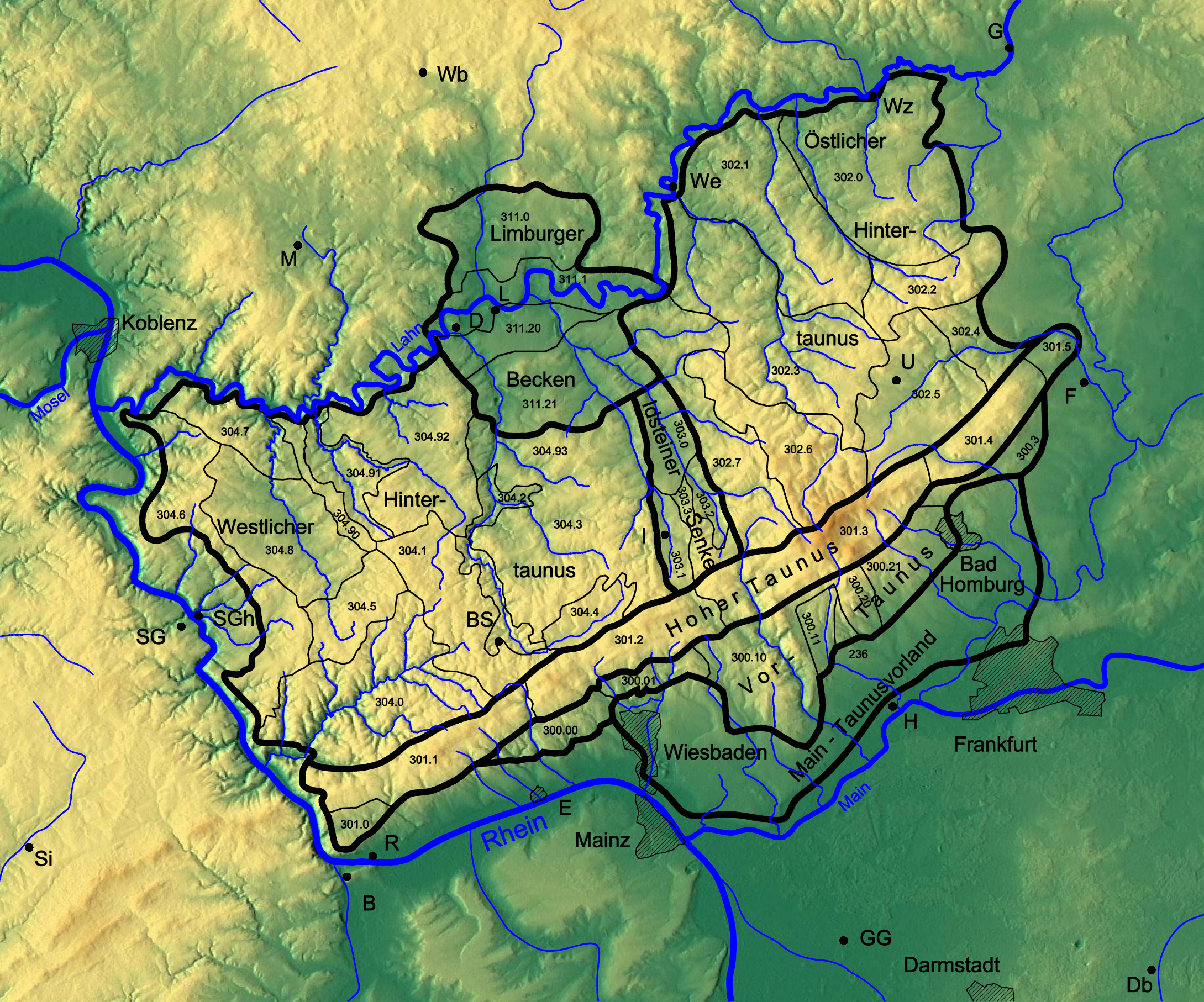
Naturräumliche Gliederung des Taunus

### Überblick
Vom Taunushauptkamm fällt der Hintertaunus als Mittelgebirgsteil, allmählich in Form einer zum Lahntal abgedachten Hochfläche ab. Wenn von der langsam zum Lahntal absinkenden Rumpffläche gesprochen wird, so sind die zwischen den Tälern liegenden Hochflächen gemeint, die in erdgeschichtlicher Vergangenheit einst eine zusammenhängende flachwellige Fastebene bildeten. Diese Rumpfflächennatur führte auch zu der Bezeichnung Flächentaunus. Die Rumpffläche des Hintertaunus ist aber dennoch weniger einheitlich gebaut, als zum Beispiel die sonst ähnliche Hunsrück-Hochfläche. Mehrere von Nordnordwesten nach Südsüdosten verlaufende tektonische Störungen zergliedern den Hintertaunus in Hochflächen und Senkungszonen, welche vom Niveau der Rumpffläche (350 bis 450 m Höhe) abweichen. Am markantesten ist der im Bereich Idstein – Bad Camberg ausgebildete Grabenbruch der Idsteiner Senke, welcher nach Nordwesten in das Limburger Becken übergeht und den Hintertaunus in den Östlichen und Westlichen Hintertaunus teilt. Im nördlichen Bereich wird die Idsteiner Senke auch als Goldener Grund bezeichnet.

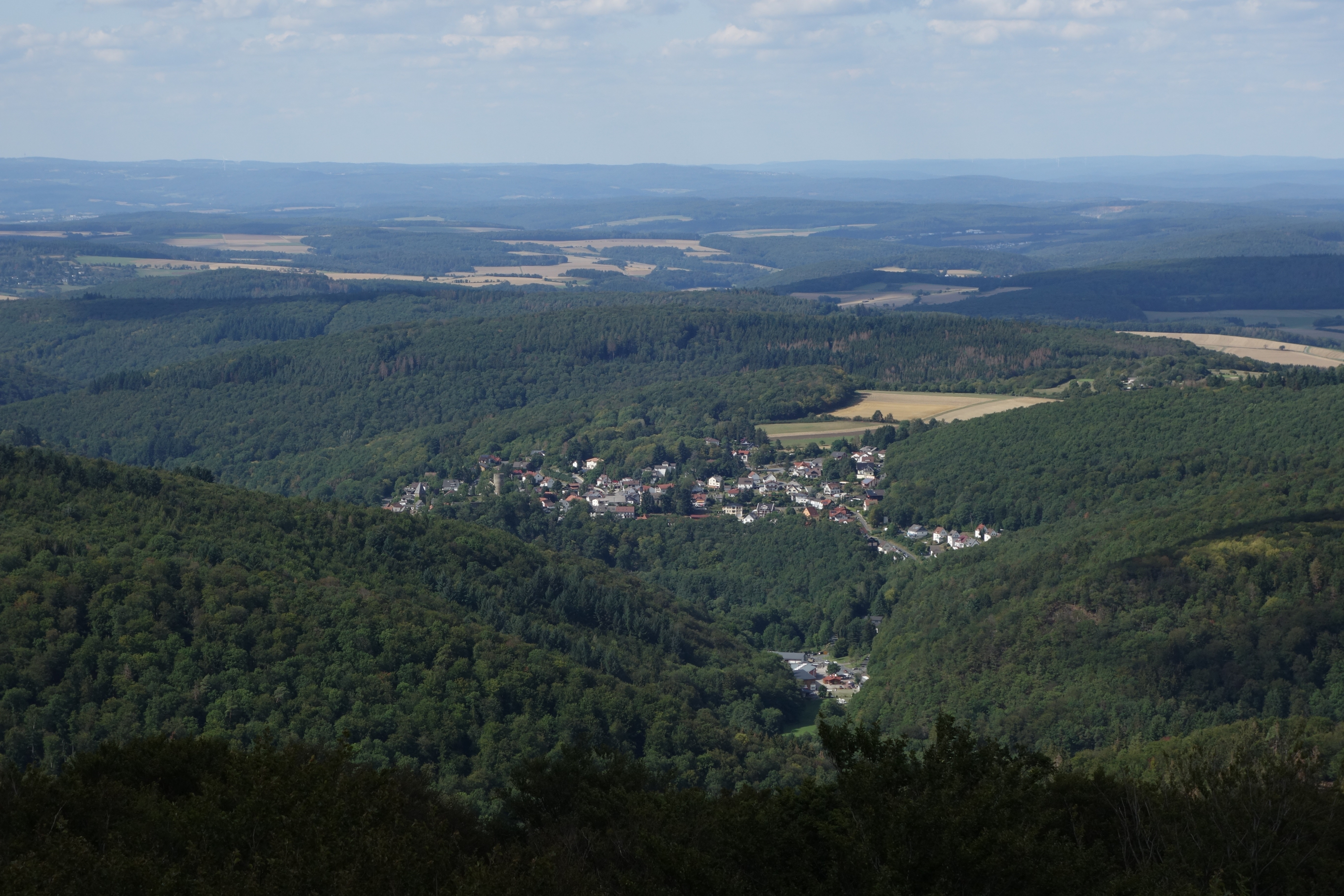
Blick vom Pferdskopf auf Altweilnau und die nach Norden abflachende Feldberg-Langhals-Pferdskopf-Scholle

An die von Südwesten nach Nordosten verlaufende Kammzone des Taunusrückens (Taunushauptkamm) schweißen sich im rechten Winkel, von Südost nach Nordwest ziehende Hochschollen an. Im Östlichen Hintertaunus ist dies die Feldberg-Langhals-Pferdskopf-Scholle und im Westlichen Hintertaunus der Kemeler Rücken. Bei diesen deutlich herausgehobenen Schollen handelt es sich um Schieferberge, die ebenso wie der Taunusrücken bewaldet sind. Sie erreichen allerdings nicht ganz die Höhe des Taunusquarzitstranges.

### Östlicher Hintertaunus

#### Flächenaufteilung

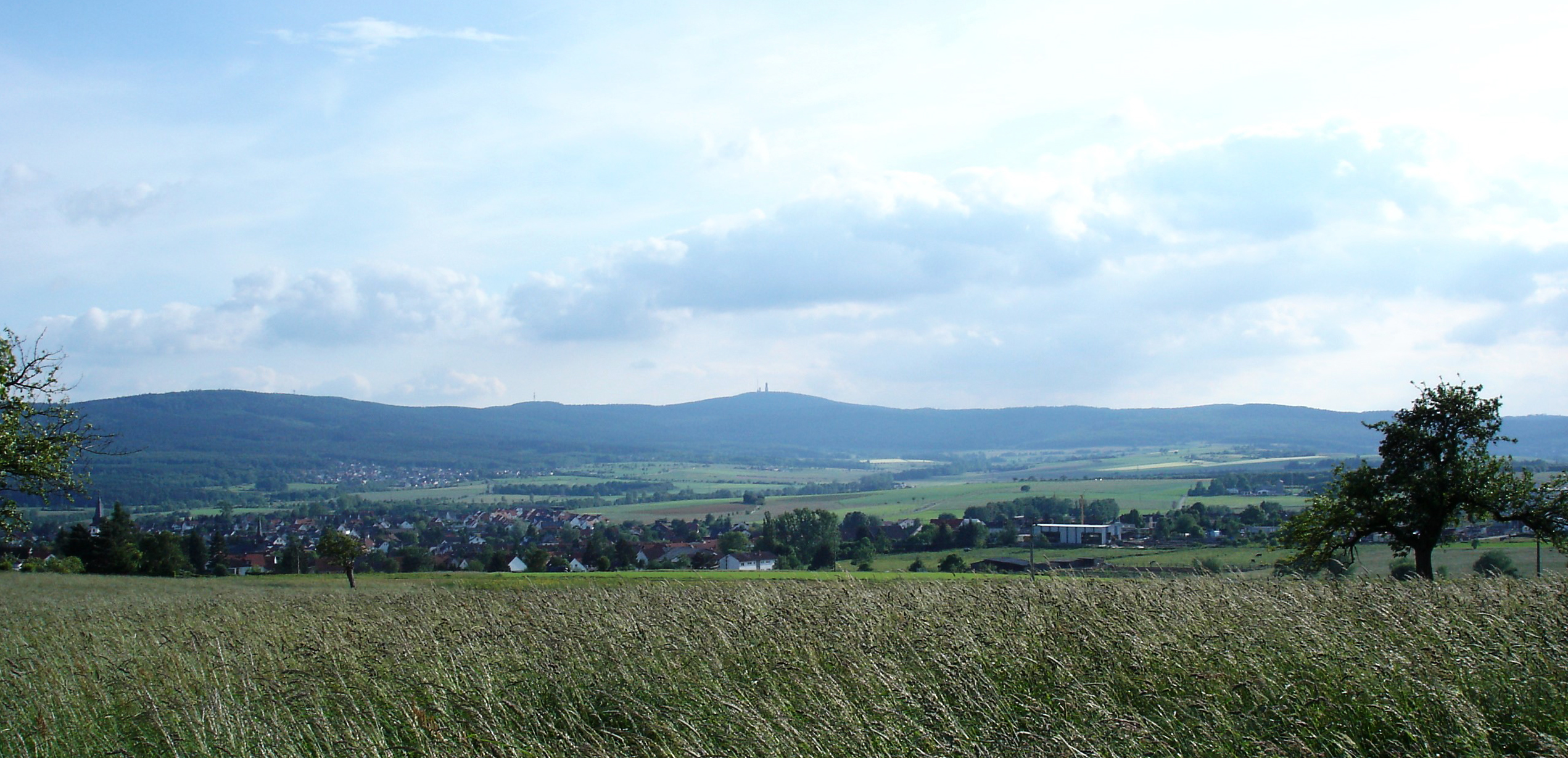
Blick zum Taunushauptkamm mit Feldbergmassiv (mittig) von Wehrheim im Usinger Becken (Östlicher Hintertaunus)

Der Östliche Hintertaunus ist durch mehrere von Nordwest nach Südost verlaufende Verwerfungen stärker in Schollen gegliedert. Den größten Flächenanteil im Naturpark Taunus nehmen die sanft zur Lahn hin abfallenden Hochflächen ein. Sie sind leicht gewellt, lassen jedoch in den Quellbereichen der Bäche noch die alten zusammenhängenden Hochflächen aus der Tertiärzeit erahnen. Je weiter sich die Seitenbäche von ihren Quellen entfernen und den Vorflutern von Weil, Emsbach, Usa und Erlenbach zustreben, umso mehr werden diese Flächen zergliedert und treten als Hügel und geschwungene Bergrücken in Erscheinung. Der Lauf der Gewässer ist fast gleichgerichtet von Süden nach Norden. Hierdurch wird die Rumpffläche in einzelne Riedel zerschnitten. Die Hochflächen liegen in der Regel zwischen 350 und 450 m Höhe, zum Lahntal hin fallen sie auf 250 bis 300 m Höhe ab. Der Höhenrücken der Feldberg-Langhals-Pferdskopf-Scholle, im Westen des Östlichen Hintertaunus, hat im Südosten am Wurzelbereich des Taunushauptkamms Höhen von 600 bis 700 m und fällt in Stufen nach Nordwesten auf etwa 450 bis 550 m Höhe ab.

#### Landschaften

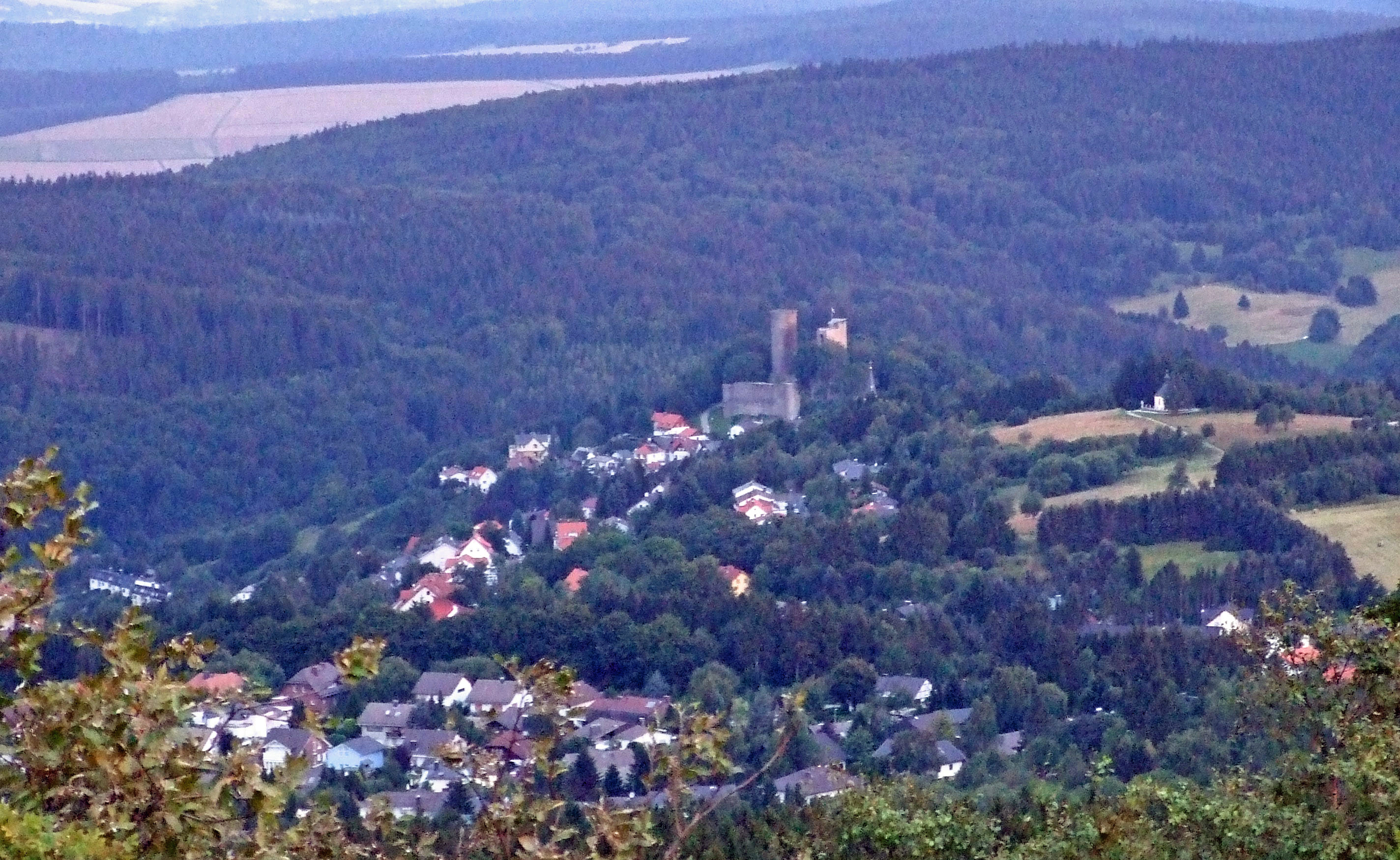
Blick vom Großen Feldberg auf Oberreifenberg (nach Nordwest), dahinter die Feldberg-Langhals-Pferdskopfscholle (Östlicher Hintertaunus)

Im Nordosten lassen der Solmsbach und Wetzbach die Bodenroder Kuppen als stärkeres aufgelöstes Berg- und Hügelland erscheinen. Am Ostrand zur Wetterau und zur Mörlener Bucht erfolgt eine leichte Aufwölbung im Hesselberg (518 m) und dem Hausberg (485,7 m). Die Mörlener Bucht greift zwischen Bad Nauheim und Butzbach tiefergelegen in den Mittelgebirgskörper des Taunus ein. Sie wird im Süden von dem vom Winterstein (482,3 m) zum Johannisberg (264,8 m) abfallenden Taunushauptkamm begrenzt. Im Norden wird sie umrankt von aufgewölbten Hochflächenanteilen um den Hausberg bei Butzbach, die sich (durch Vulkanismus bestimmt) bis in den Bereich des Stoppelbergs im Hüttenberg/Wetzlarer Raum fortsetzen.
Die Münster-Maibach-Schwelle schließt sich südlich der Bodenroder Kuppen, mit dem Durchbruch des Usatal zur Wetterau an. Die bewaldete Hochfläche fällt nach Südwesten mit sanften Hängen zum Usinger Becken ab. Das Becken, von 270 bis 300 m Höhe, ist im Vergleich zu den umgrenzenden Schollen im Westen, Norden und Osten, sowie dem Taunuskamm im Süden, stark eingesunken und weniger bergig. Umgebende Schollen, die sich durch steile Hänge von der Tiefscholle absetzen, überragen das Becken um mehrere hundert Meter. Das Usinger Becken ist nur eingebogen, Verwerfungen und Spalten, wie in der Idsteiner Senke (Goldenen Grund), sind kaum anzutreffen. Das Usinger Becken wird vorwiegend landwirtschaftlich genutzt und ist von den bewaldeten Höhen umrahmt. Das südliche Teilbecken von Wehrheim wird vom Stahlnhainer Grund her vom Erlenbach entwässert, der nach einem schattigen Köpperner Engtal die Nidda als Vorfluter erreicht. Die Talwasserscheide im Usinger Becken zieht vom Langhals (573,5 m) über die Wacht (405 m) und die Platte (374 m) zum Oberloh (349 m). Das Wehrheimer Teilbecken liegt etwa 70 m höher als das Usinger Becken, in das ursprünglich der Erlenbach über das Heisterbachtälchen einmündet, wo man heute noch die Ablagerungen des Ur-Erlenbach findet.

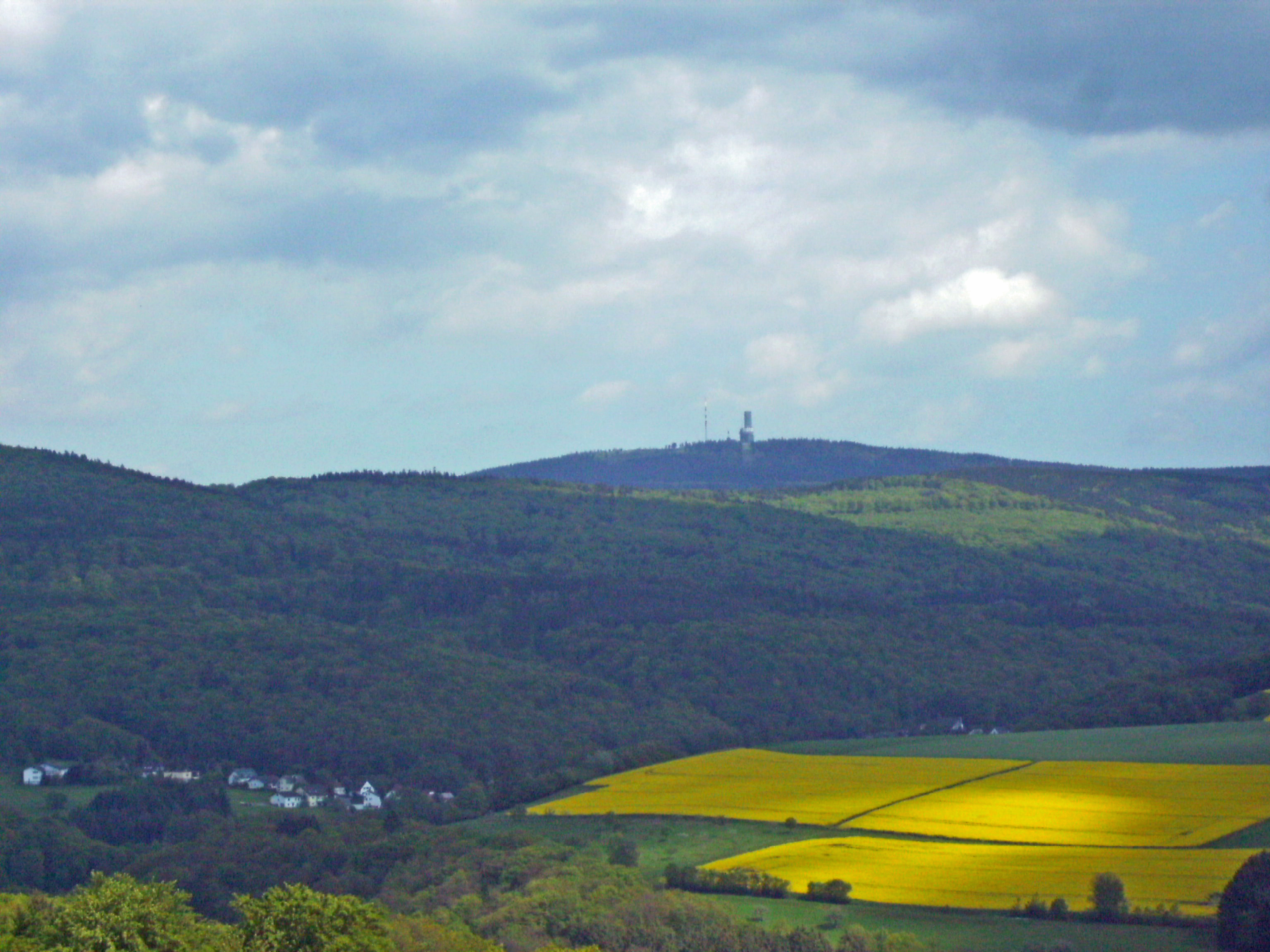
Blick von Reinborn auf den Wurzelbereich der Feldberg-Langhals-Pferdskopfscholle (im Südosten), davor Wüstems im oberen Emsbachtal (Östlicher Hintertaunus)

Der nach Norden zur Lahn gelegene Wetzlarer Hintertaunus wird vom Kleebach durchzogen und hat seine höchste Erhebung im Schorn (450 m), etwas nördlich der Bodenroder Kuppen. Südlich von Wetzlar erhebt sich der Stoppelberg (401,2 m), der zu den vulkanischen Randbergen zählt und auf die Vogelsberg-Tektonik zurückgeht. An der nördlichsten Stelle springt der Östliche Hintertaunus (Wetzlarer Hintertaunus) etwa rechtwinklig in das Marburg-Gießener Lahntal.

Der Solmsbach bildet die naturräumliche Grenze zwischen dem Wetzlarer Hintertaunus und Weilburger Hintertaunus, mit der höchsten Erhebung im Heiligenwald (415,8 m). Im nördlichen Weilburger Hintertaunus liegt die Kubacher Kristallhöhle. Nach Westen bildet das Weiltal, mit dem östlich abzweigenden Zufluss des Wiesbachs, die Naturraumgrenze zwischen Weilburger Hintertaunus und dem Hasselbacher Hintertaunus. Im weiteren Verlauf nach Osten bildet das Usinger Becken die naturräumliche Grenze. Der Hasselbacher Hintertaunus hat seine höchste Erhebung im Kirschenhell (466,6 m), der an der östlichen Hochscholle Feldberg-Langhals-Pferdskopf-Scholle anschließt. 

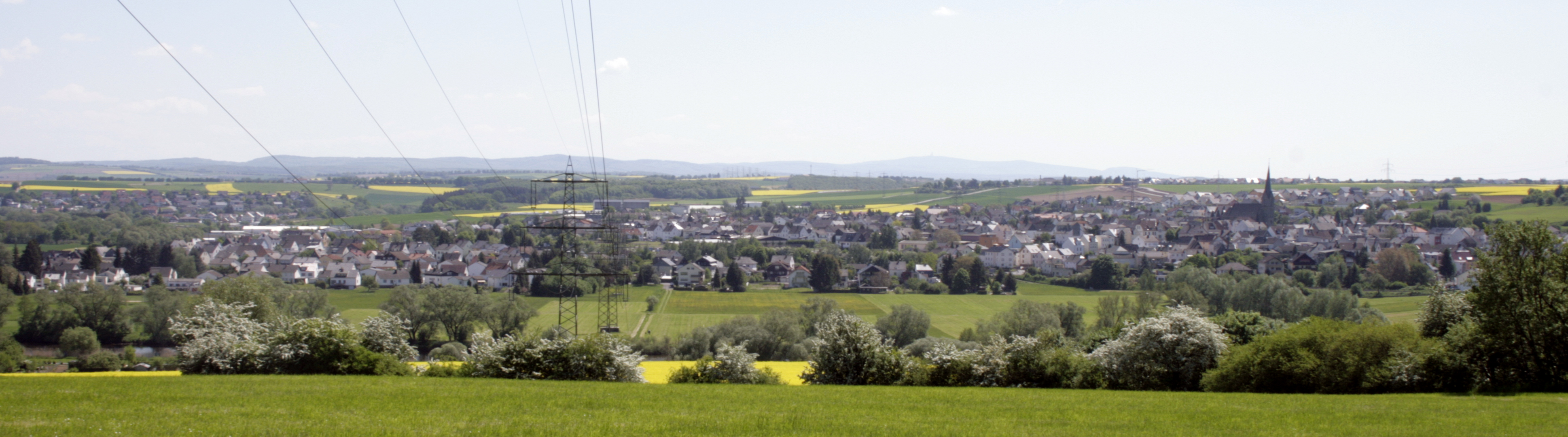
Eschhofen, von Dietkirchen (Norden) aus gesehen. Im Hintergrund der Östliche Hintertaunus mit der Feldberg-Langhals-Pferdskopf-Scholle

Die Hochscholle der Feldberg-Langhals-Pferdskopf-Scholle, dem Pferdskopf-Taunus, ist ein von Südost nach Nordwest verlaufender Rücken, und setzt in dem am meisten herausragenden Gebirgsknoten (über 800 m) an. Aus dem Wurzelbereich am Taunuskamm setzt sich diese Hochscholle vom Ems-, Aubach- und Weilquellgebiet aus zunächst in ziemlich gleich hohen Berggipfeln, mit Höhen zwischen 600 und 700 m fort. Die höchsten Berge in diesem Bereich sind der Weilsberg (700,7 m), Dillenberg (682,4 m), Sängelberg (665 m), Weißeberg (660,2 m). Der Pferdskopf auf der gegenüberliegenden Seite des Weiltals ist 662,6 m hoch. Dagegen haben der Klingenberg (595,9 m), der Große Eichwald (633,2 m) und der Langhals (573,5 m) an der östlichen Seite der Hochscholle schon an Höhe verloren. Der Hühnerberg (636 m), der Bremer Berg (618,9 m), der Judenkopf (613,8 m) und der Pfaffenkopf (586,9 m), sind an der westlichen Seite der Hochscholle hier die nennenswerten Erhebungen. Nach Nordwesten senkt sich die Feldberg-Langhals-Pferdskopf-Scholle in Stufen auf Höhen zwischen 450 und 550 m ab. Die signifikanten Erhebungen wie Wolfsküppel (545,1 m), Kuhbett (525,6 m), Stückelberg (509,7 m) und Suterkopf (461,8 m) kommen allmählich auf die Höhe der Hochflächen herab. Ab Emmershausen verschwimmen die Höhen der Schollen ziemlich ganz in den Hochflächen des Östlichen Hintertaunus. Zum Pferdskopf-Taunus steigt die Landschaft östlich der Idsteiner Senke in zwei Stufen an und übertrifft sogar das Rheingaugebirge an Höhe. Die etwa 5 bis 10 Kilometer Breite und durchaus gegliederte Hochscholle wird nach Westen und Norden vom Steinfischbacher Hintertaunus begrenzt. Die höchste Erhebung wird im Häuserstein (471 m) erreicht. Westlich fällt die Hochfläche des Steinfischbacher Hintertaunus zur Emsbach-Verwerfung (Idsteiner Senke) ab, die den Abbruch zum Goldenen Grund markiert.

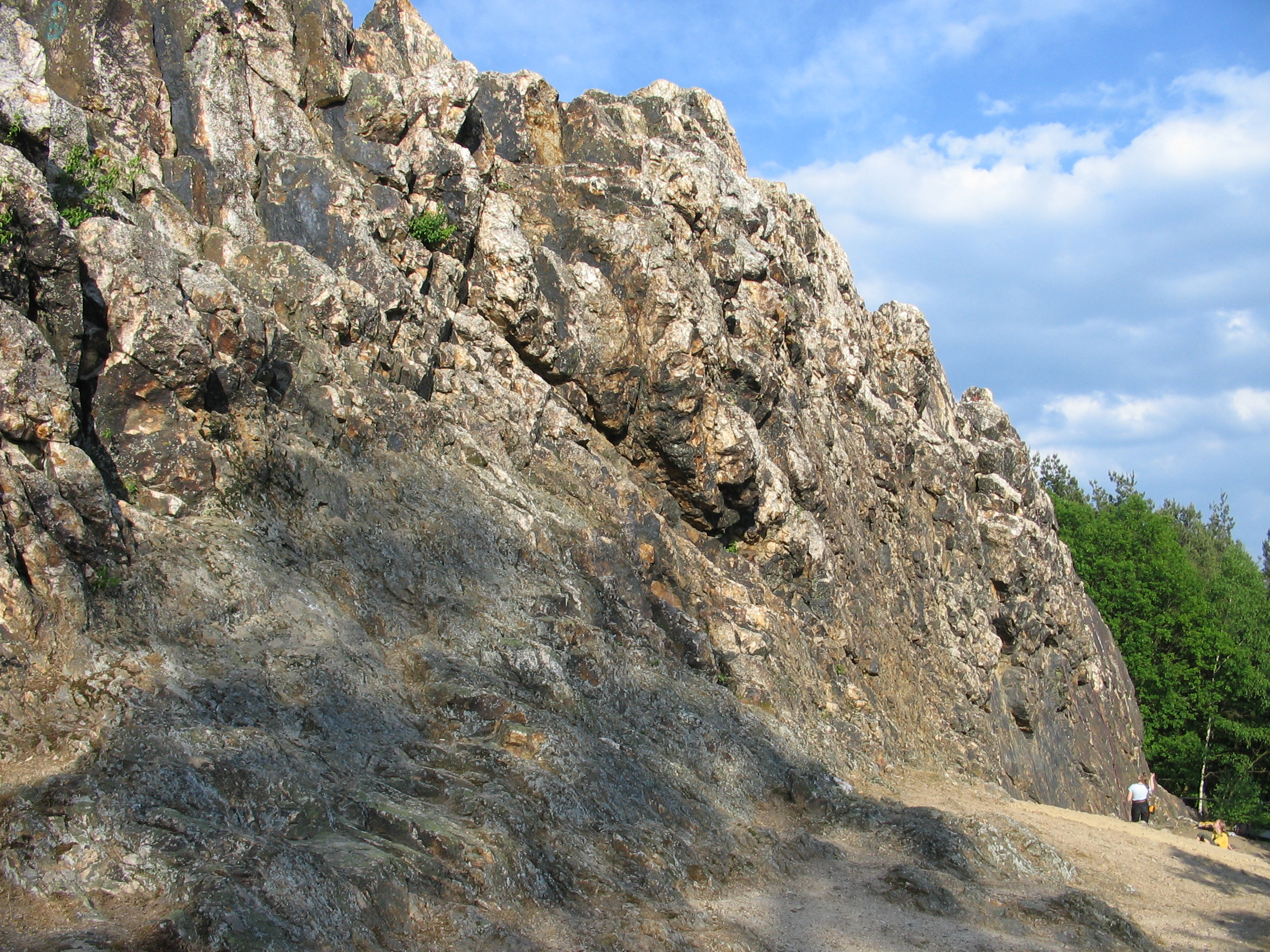
Eschbacher Klippen am Nordrand des Usinger Beckens (Östlicher Hintertaunus)

Überfliegt man diese Gebiete mit dem Flugzeug, so erblickt man auf den nach Norden schräg gestellten Hochflächen die Dörfer. Sie tauchen als Rodungsinseln aus dem Wald auf, mit dem die Fluren sehr stark verzahnt sind. Dadurch ergibt sich ein außerordentlich abwechslungsreiches Landschaftsbild. Die Waldverteilung, vorwiegend Laubwald mit Buchendominanz, ist großflächig, dominiert jedoch im Westen mit einem Anteil von etwa 50 % gegenüber anderen Nutzungsformen. Das Grünland ist bandförmig zerstreut, vor allem in den Tälern und um die Ortschaften. Typisch sind die Streuobstwiesen an den Ortsrändern und die schmalen Wiesentäler und Quellfluren. Der Ackerbau wird gehäuft bei Schöffengrund und auf den Rodungsinseln auf mittleren bis großen Schlägen betrieben, wobei die Flächen strukturarm sind.
Im Östlichen Hintertaunus kam es zu keinen tiefen Spaltenbildungen wie in dem mineralwasserreichen Vordertaunus. Hier wurden die Spalten mit Schwerspat und Gangquarz ausgefüllt. Bei Usingen liefert der Quarz Material für die Spezialglasherstellung, und bei Eschbach blieb die ehemalige Quarzfüllung als etwa 93 m lange und 6 bis 11 m hohe Klippe stehen.

#### Naturräumliche Gliederung
Der Östliche Hintertaunus gliedert sich naturräumlich:

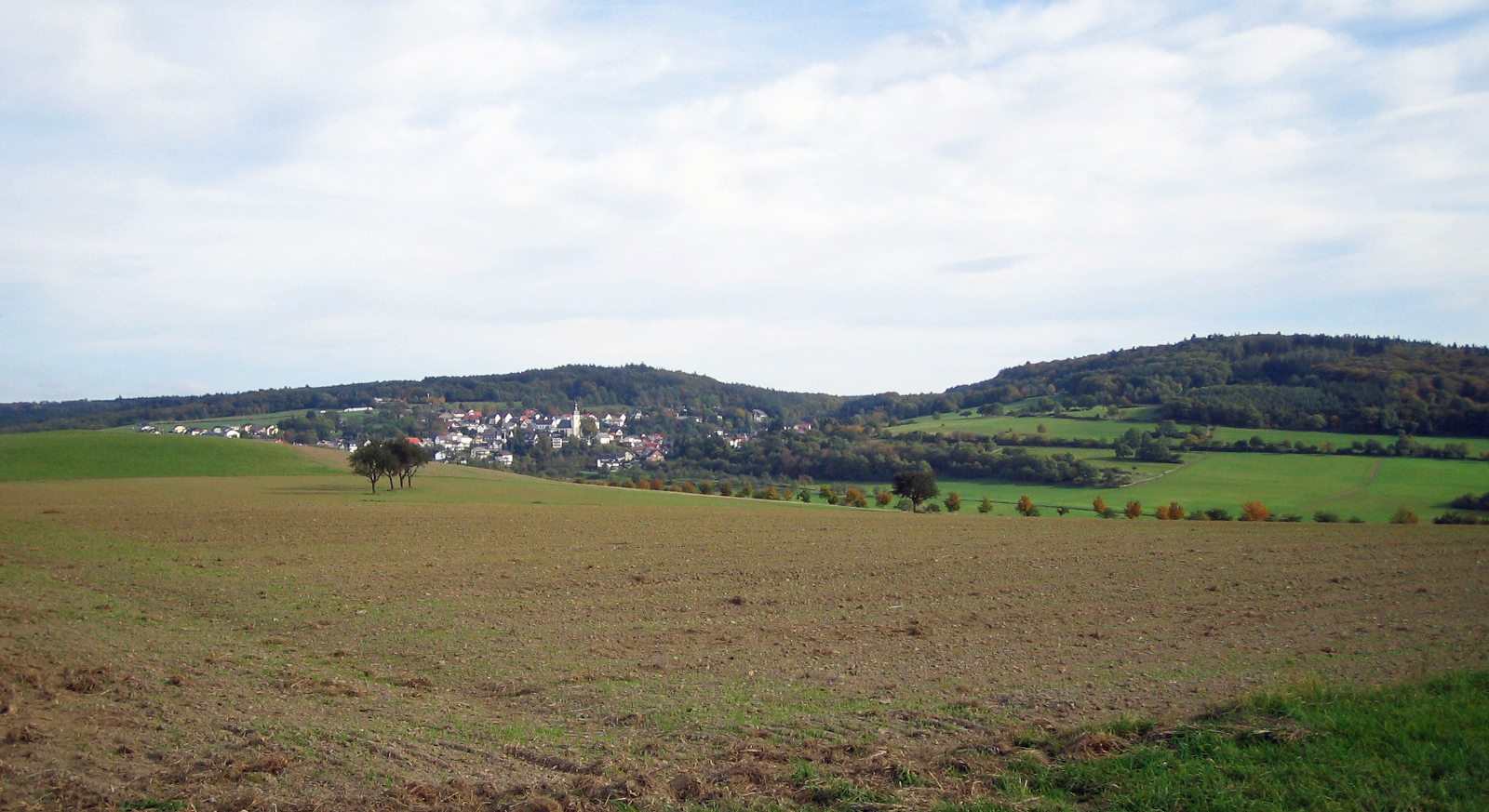
Taunuslandschaft bei Haintchen, dahinter sind links das Blumenstück "Laubus" und rechts der Koberg als die letzten Erhebungen der Feldberg-Langhals-Pferdskopf-Scholle im Nordwesten (Östlicher Hintertaunus) zu sehen.

- 302 Östlicher Hintertaunus (825,66 km²)
  - 302.0 Wetzlarer Hintertaunus (165,88 km²)
  - 302.1 Weilburger Hintertaunus (mit Edelsberger Platte) (131,80 km²)
  - 302.2 Bodenroder Kuppen (52,70 km²)
  - 302.3 Hasselbacher Hintertaunus (169,83 km²)
  - 302.4 Münster-Maibach-Schwelle (26,30 km²)
  - 302.5 Usinger Becken (87,50 km²)
  - 302.6 Pferdskopf-Taunus (81,47 km²)
  - 302.7 Steinfischbacher Hintertaunus (110,18 km²)

#### Berge und Erhebungen

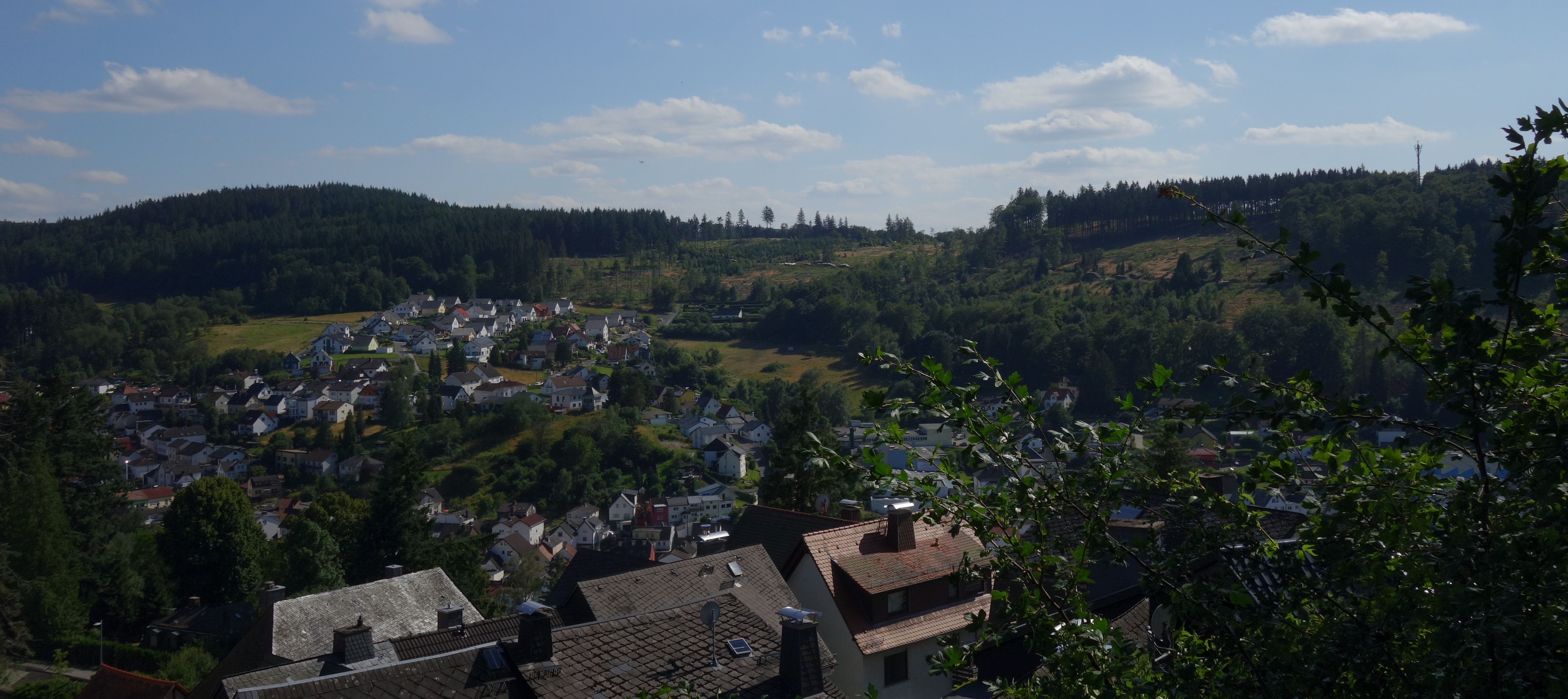
Weilsberg (links) neben Hühnerberg (rechts) am westlichen Rand der Feldberg-Langhals-Pferdskopf-Scholle (Blick von Burg Reifenberg)

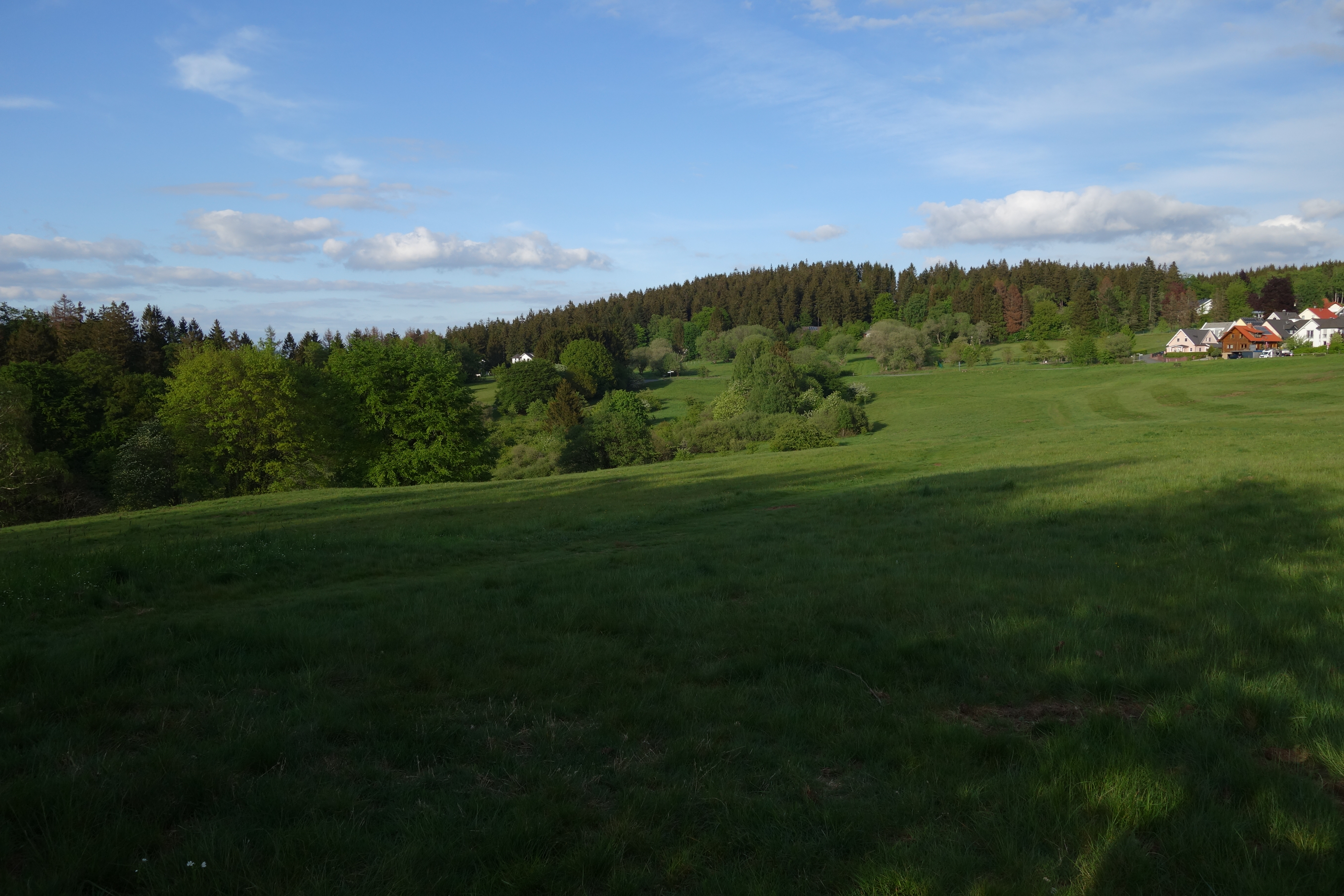
Dillenberg über der Siegfriedsiedlung am Ortsrand Oberreifenbergs

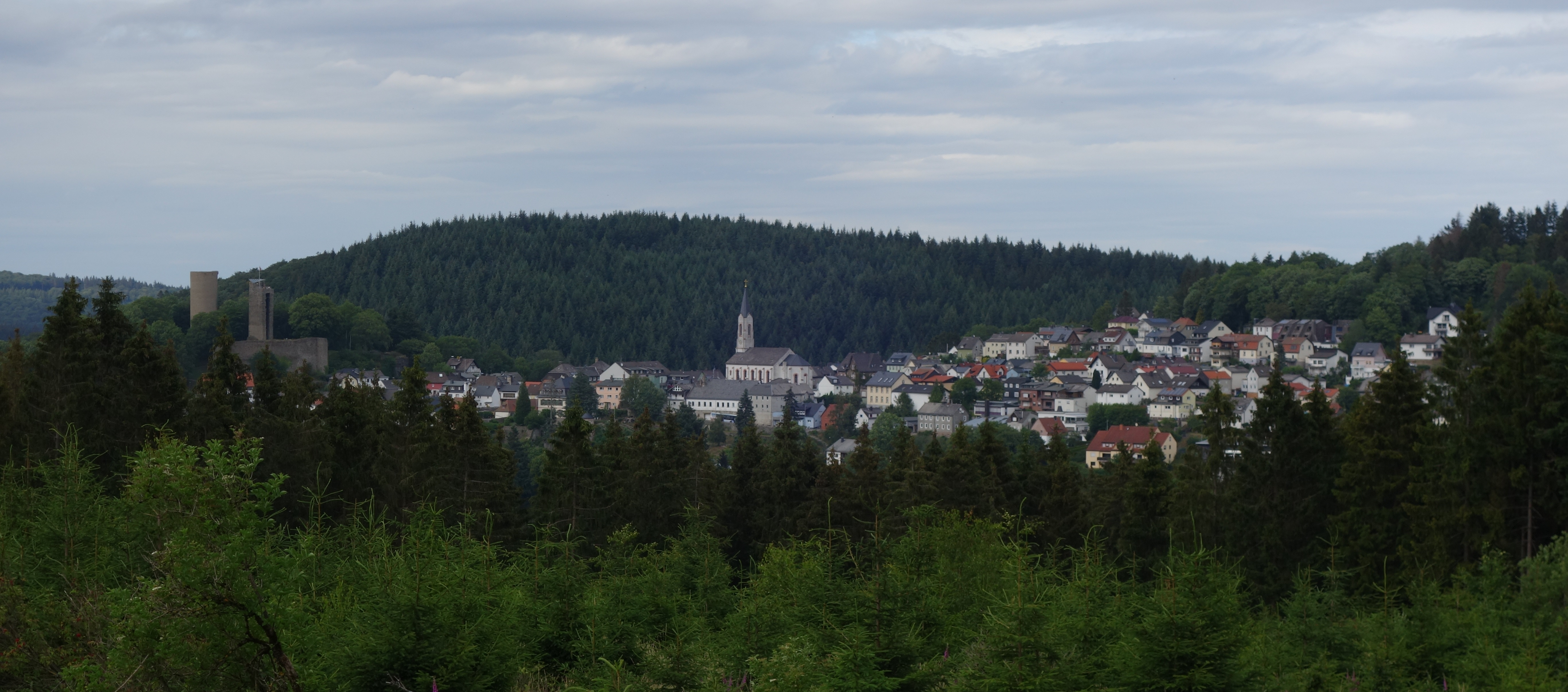
Sängelberg über den Dächern Oberreifenbergs (vom Hühnerberg gesehen)

Zu den höchsten Bergen und Erhebungen des Östlichen Hintertaunus (alle im Pferdskopf-Taunus gelegen) gehören – sortiert nach Höhe in Meter (m) über Normalhöhennull (NHN):
- Weilsberg (700,7 m)
- Dillenberg (682,4 m)
- Sängelberg (665,0 m)
- Pferdskopf (662,6 m)
- Weißeberg (660,2 m)

Der Östliche Hintertaunus, direkt nördlich des Taunushauptkamms, war noch bis nach dem Ersten Weltkrieg – vom städtischen Vordertaunus gesehen – das Gebiet „hinter den Hecken“, wohltuender war schon die Landschaftsbezeichnung „Buchfinkenland“ (im Gebiet des Usinger Land). Man formulierte auch zwischen Scherz und Ernst: „Hier, Wanderer, laß den Mut nicht sinken, hier kommst du in das Land der Finken“.

### Idsteiner Senke

#### Beschreibung
Die Idsteiner Senke ist eine in Nord-Süd-Richtung (eigentlich Nordnordost-Südsüdwest) verlaufende, 3 bis 4 km breite Grabensenke, die sich zwischen dem Limburger Becken im Norden und dem Taunuskamm im Süden erstreckt und damit den Westlichen vom Östlichen Hintertaunus trennt. Die Senke wird nach Norden, größtenteils vom Oberlauf des Emsbaches entwässert. Limburger Becken und Idsteiner Senke gehen auf känozoische Tektonik zurück und können zusammen als nördliche Ausläufer des Oberrheingrabens betrachtet werden, von dem sie allerdings topographisch durch den Eppsteiner Horst und den Taunuskamm abgeschnitten sind.

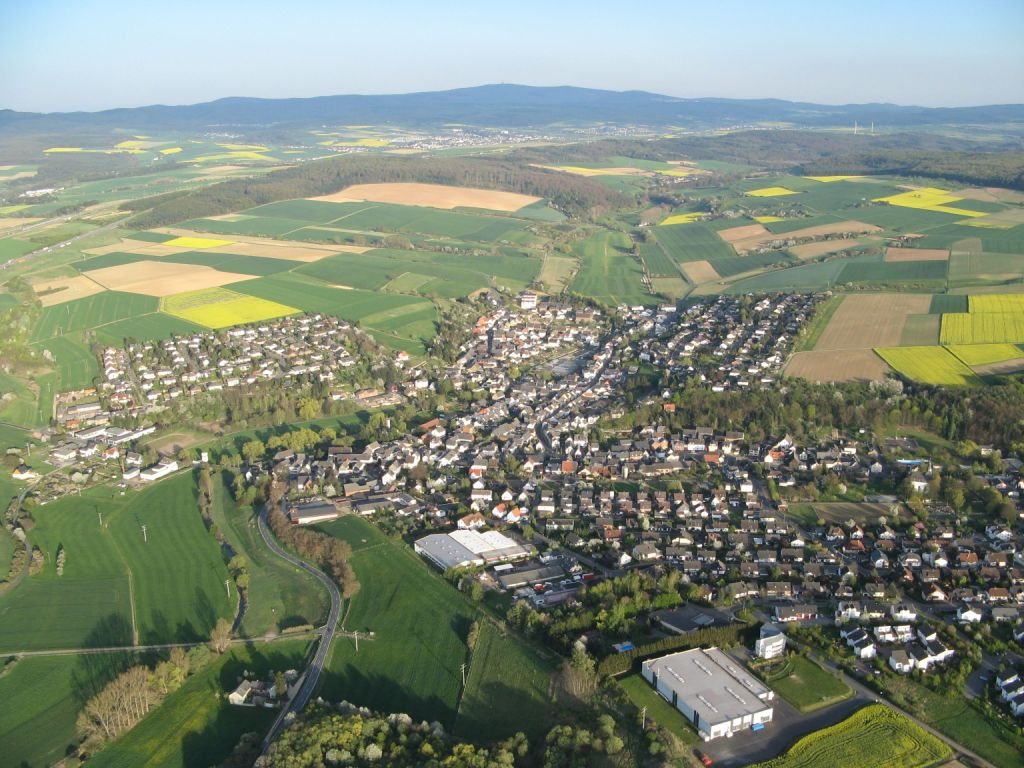
Blick über den Goldenen Grund von Westen zum Östlichen Hintertaunus und Hochtaunus, am mittleren linken Bildrand die A3, vorne Dauborn

Die Nordhälfte der Idsteiner Senke nimmt der waldfreie Goldene Grund ein. Wie das Limburger Becken, zu dem er sich nach Norden hin trichterartig öffnet, zeichnet sich der Goldene Grund durch fruchtbare Lössböden aus und wird als Ackerland genutzt. Die Südhälfte ist durch einen parallel zur Längsachse der Senke verlaufenden, bewaldeten Rücken, den Idsteiner Wald, zweigeteilt, wobei die westliche, breitere und weiter nach Süden reichende Teilsenke als Südteil der eigentlichen Idsteiner Senke gilt (naturräumlich: Idsteiner Grund, dort liegt die für die Senke namensgebende Ortschaft Idstein) und die östliche, schmalere Senke als Walsdorfer Grabenzweig (naturräumlich: Escher Grund) bezeichnet wird. Der überwiegende Teil des Escher Grundes wird vom Schlabach entwässert, der bei Esch in den dort von Osten in die Senke eintretenden Emsbach fließt. Der Idsteiner Grund wird größtenteils vom Wörsbach entwässert. Dieser fließt nicht direkt zum Emsbach, sondern bricht nördlich von Wörsdorf in eine parallel zur Idsteiner Senke verlaufende Mulde durch, die naturräumlich bereits im Westlichen Hintertaunus liegt, folgt dieser nach Norden und vereint sich erst im Limburger Becken mit dem Emsbach.
Die Idsteiner Senke liegt auf einer Höhe von rund 170 m im Norden des Goldenen Grundes am Übergang ins Limburger Becken und auf rund 350 m im Süden vor dem Taunuskamm. Das Beckenklima ist in der Leelage am Ostrand des Rheinischen Schiefergebirges trocken warm. Im Norden der Senke zwischen Ober- und Niederselters finden sich Mineralquellen (siehe → Selterswasser).
Am gesamten Westrand der Idsteiner Senke entlang zieht sich die A3 und mehr oder weniger parallel zu dieser verlaufen die Trassen der Main-Lahn-Bahn und der Schnellfahrstrecke Köln-Rhein/Main. Parallel zu beiden Verkehrswegen verläuft im Goldenen Grund auch die alte Handelsstraße Frankfurt–Köln, die heutige Bundesstraße 8, jedoch von Osten über Esch kommend.
In der Idsteiner Senke hat aufwendige Landschaftsarchäologie mindestens 66 sogenannte bandkeramische Häuser nachgewiesen: Sie zeigen, wie erste sesshafte Ackerbauern in Hessen vor rund 7.500 Jahren lebten.

#### Naturräumliche Gliederung
Der Idsteiner Senke gliedert sich naturräumlich:
- 303 Idsteiner Senke (82,63 km²)
  - 303.0 Goldener Grund (31,74 km²)
  - 303.1 Idsteiner Grund (24,39 km²)
  - 303.2 Escher Grund (10,19 km²)
  - 303.3 Idsteiner Wald (16,31 km²)

### Westlicher Hintertaunus

#### Flächendarstellung

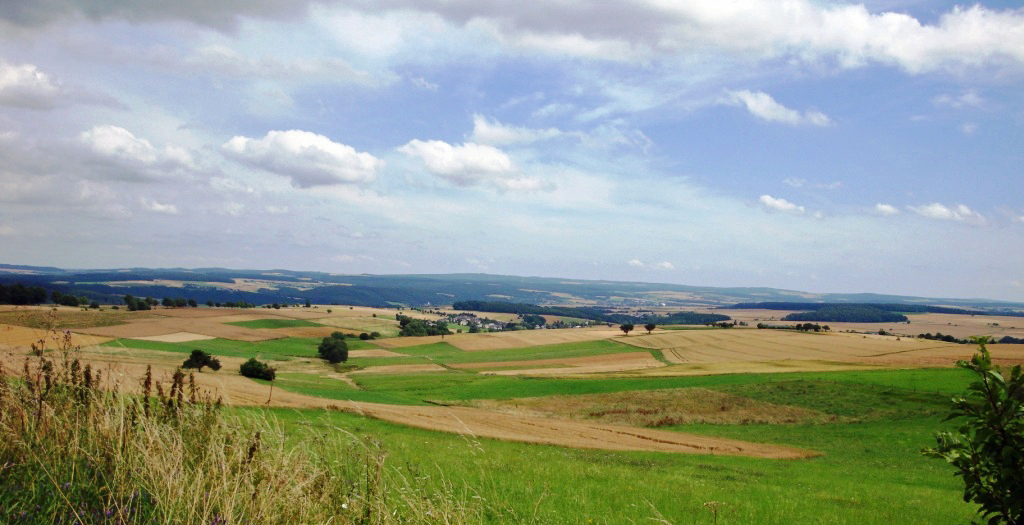
Nähe von Dachsenhausen. Blick nach Osten über die Nastätter Mulde, in der Mitte der Kemeler Rücken (Westlicher Hintertaunus)

Die alte Rumpffläche des Westlichen Hintertaunus weist landschaftlich einige starke Kontraste auf. Die Landschaft besteht aus gewellten Hochflächen, die von Nordwesten nach Südosten von 250 m bis auf die Hochscholle des Kemeler Rückens mit 550 m ansteigen. Der Lauf der Gewässer von Aar, Dörsbach und Mühlbach ist, wie der größeren Bäche im Östlichen Hintertaunus die zur Lahn hin entwässern, fast gleichgerichtet von Süden nach Norden. In der Regel befinden sich die Hochflächen zwischen 350 und 450 m Höhe, zum Lahntal hin dachen sie auf 250 bis 300 m Höhe ab. Die Hochscholle des Kemeler Rücken, im Osten des Westlichen Hintertaunus, liegt fast gleich hoch von Südosten am Wurzelbereich des Taunushauptkamms nach Nordwesten, zwischen 500 und 550 m Höhe.

#### Landschaften
Im Nordwesten und Westen liegt der Mittelrheintaunus, eine 2 bis 5 km breite und 350 bis 450 m hoch gelegene, mäßig zerschnitten Rumpfhochfläche mit breiten, welligen Riedelhöhen, sanften Muldentälern und Ursprungsmulden, mit der höchsten Erhebung im Großen Dachskopf (456,6 m). Diese Teile wölben sich als breiter Hochflächenrücken über die Terrassenflure des Rheins und der benachbarten Nastätter Mulde.

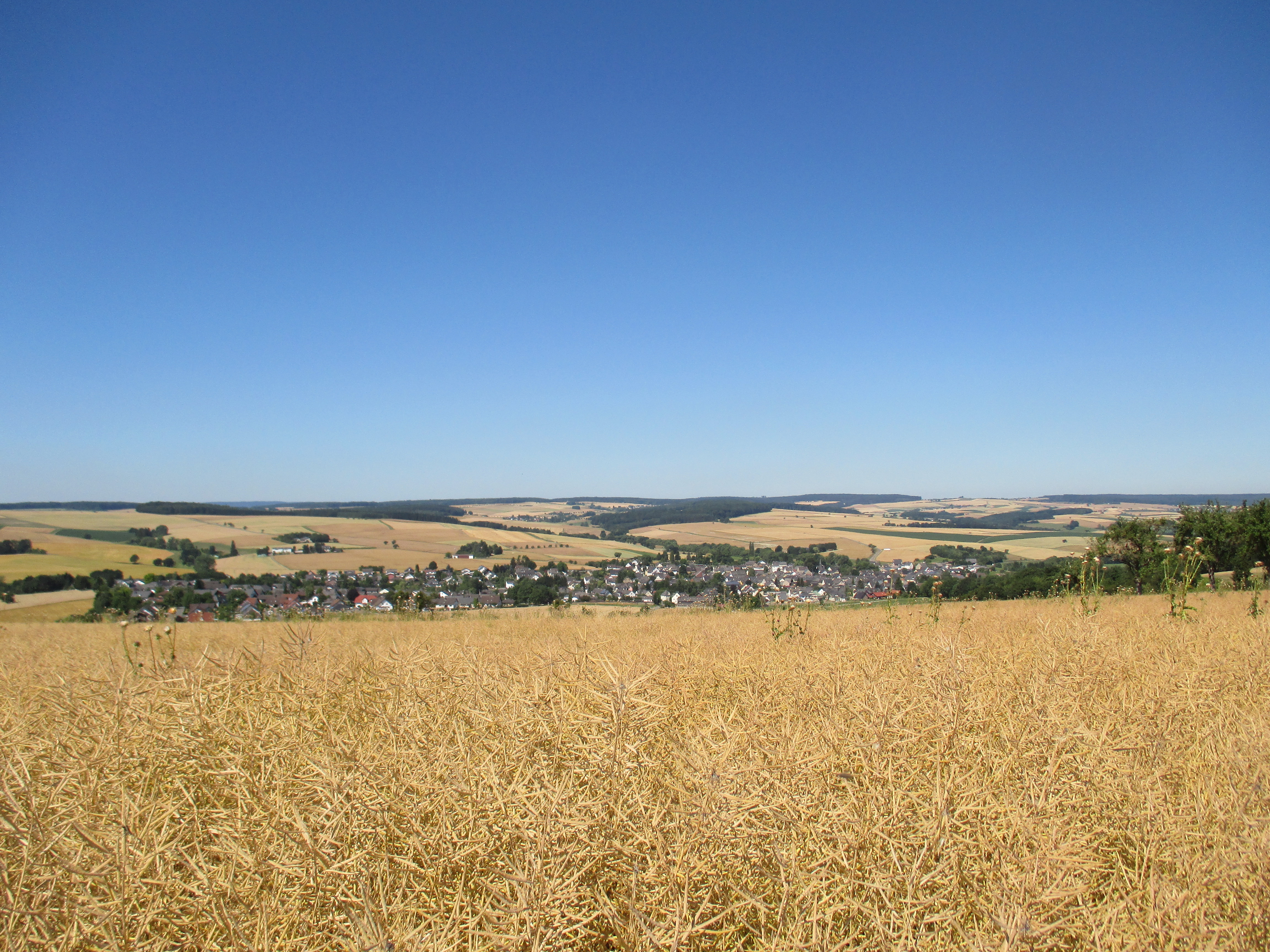
Blick nach Westen über Miehlen und die Nastätter Mulde zum Mittelrheintaunus (Westlicher Hintertaunus)

Die Nastätter Mulde im Nordwesten wird von dem Talsystem des Mühlbachs geformt, der von Südost nach Nordwest der Lahn zufließt. Die Täler sind hier relativ weit und flach. Die Muldensohle liegt bei 200 bis 250 m Höhe, die Randhöhen steigen nach allen Seiten bis auf 350 bis 400 m an, so dass diese die natürlichen Grenzen bilden. Im Norden wird die Mulde von den auf 350 m Höhe ansteigenden und tief eingekerbten Unterlahnhöhen vom Lahntal getrennt.
Im Osten liegt die Katzenelnbogener Hochfläche (300 bis 450 m), die teils wellig und teils zerschnitten ihrerseits im Osten vom Aartal begrenzt wird, mit der höchsten Erhebung in der Weißler Höhe (456,2 m). Sie ist teilweise durch tief und steil eingefurchte Täler, wie dem Dörsbach durchzogen, die im zentralen Teil der Hochfläche in flacheren Muldentälern auslaufen.
An die Nastätter Mulde schließt sich im Süden die Zorner Hochfläche an (400 bis 520 m). Ihre Kammlinie bildet die Wasserscheide zwischen dem Mühlbach im Norden und der Wisper im Süden. Hier befindet sich eine teils wellige, unzerschnittene und eine teils mäßig zertalte Rumpfhochfläche mit sanfthängigen und geräumigen Muldentälern. Diese ist ein Gegenstück zur linksrheinischen Hunsrückhochfläche.
Südlich der Zorner Hochfläche schließt sich der Wispertaunus an. Die Wisper und ihre Zuflüsse haben ein fiederförmig angeordnetes Netz von sehr tiefen Taleinschnitten geschaffen. Die Hochflächen liegen im Westen bei einer Höhe von 400 m, im Osten und Süden über 500 m. Die bis zu 300 m tief eingeschnittenen Talkerben haben steile, bewaldete Hänge, die sich mit scharfen Kanten gegen die meist offenen, aber schmalen Riedelhöhen absetzen. Wegen des starken Gefälles nach Südwesten, strömt die Wisper mit hoher Fließgeschwindigkeit dem Rhein zu. Auf ihrer Länge von 30 Kilometer überwindet sie von der Quelle (483 m) auf dem Kemeler Rücken bis zur Mündung (73 m) in den Rhein einen Höhenunterschied von 410 Meter. Durch diese ungewöhnliche Erosionskraft hat die Wisper in dem fast geschlossenen Rheingaugebirge (Rüdesheimer Stadtwald, Kammerfort, Lorcher Wald) außerordentliche steilwandige Nebentäler durch den Tiefenbach, Ronselbach von Sauerthal herab und von Süden durch den Ernstbach und Grolochbach bewirkt. Besonders auffallend treten die schroffen Felswände von Presberg ins Wispertal heran. Man spricht hier von der Rheingauer Schweiz.

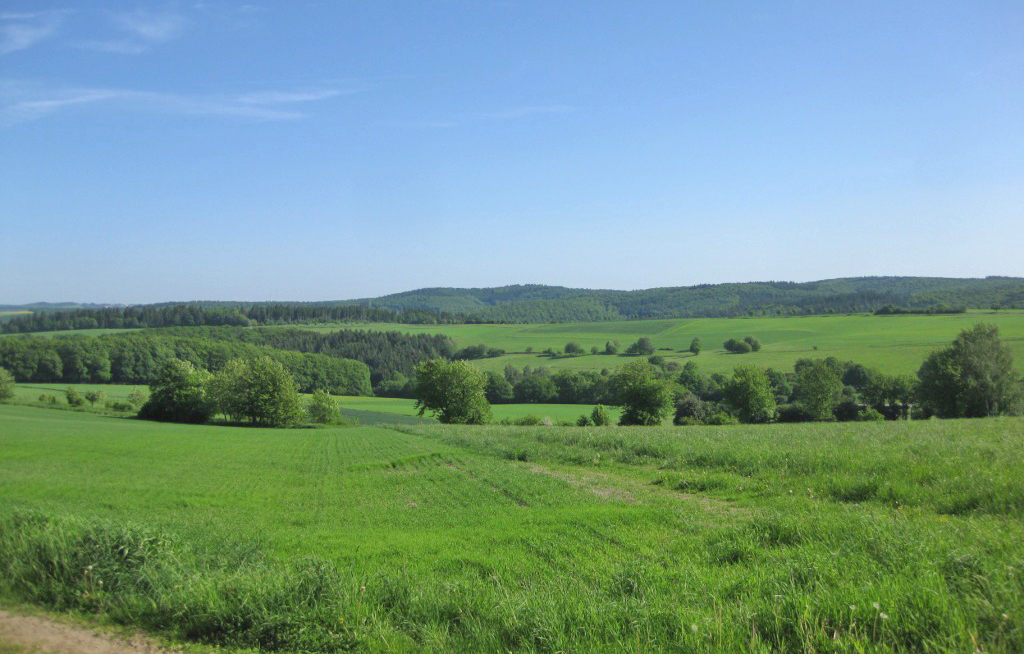
Kemeler Rücken (von Südwest), Bildmitte Neunzehntberg, linker Bildrand Kemel (Westlicher Hintertaunus)

Im Südosten besteht die Landschaft Westlichen Aartaunus aus dem hoch gelegenen Kemeler Rücken (500 bis 550 m). Diese westliche Hochscholle, von Südost nach Nordwest verlaufend, schweißt sich an den Taunuskamm im Gebiet der Hohen Wurzel (617,9 m), an. Die morphologische Verbindung mit dem Taunuskamm ist jedoch zum Teil durch das intramontane Hochbecken von Taunusstein (Aar-Quellgebiet) unterbrochen. Diese Einsenkung hat wirtschafts- und siedlungsgeografisch gute Impulse gesetzt. In dieser „Zwischenbergmulde“ (350 bis 400 m) war in der Eiszeit Löss abgelagert worden, was die Landwirtschaft von je her begünstigte. Heute verdichten sich hier die Stadtteile von Taunusstein. Auf dem Kamm dieser Hochscholle verläuft die Bäderstraße (B 260). Am südöstlichen Wurzelbereich befindet sich das Taunus Wunderland. Nach Nordwesten erhebt sich der Bienkopf (521,9 m) und der Neuzehntberg (ca. 530 m). In der Mitte der Hochscholle der namensgebende Ort Kemel, auf einer Höhe von 517 m. Etwas östlich außerhalb der Ortslage von Kemel, an der B260, in der Feldmark mit einer Höhe von 537,2 m. Die höchste Erhebung erreicht der Kemeler Rücken im Mappershainer Kopf (548 m). In nordwestlicher Richtung vom Mappershainer Kopf erhebt sich der Gesteinteheck (537,2 m). Aufgrund der gegenüber der Feldberg-Langhals-Pferdskopf-Scholle im östlichen Hintertaunus etwas geringeren Heraushebung verläuft sich der Kemeler Rücken eher in den Hochflächen des westlichen Hintertaunus. Bei Laufenselden werden im Schönauer Küppel (459 m), im Grauen Kopf sogar nochmals 543,4 m erreicht, bevor die Hochscholle nach Holzhausen an der Haide auf nur noch 390 m Höhe abfällt.
Auf dem mittleren bis nördlichen Kemeler Rücken liegt die Kemeler Heide, mit einer Waldbedeckung von mehr als 60 %. Bis ins 19. Jahrhundert wurde ein Großteil der Landschaft noch als Heide genutzt und später aufgeforstet. Sie erstreckt sich vom südlichen gelegenen Kemel bis zum nördlichen Höhenabfall der Hochscholle beim Grauen Kopf vor Holzhausen an der Haide.
Der Östliche Aartaunus bildet eine wellige zerriedelte Hochfläche zwischen Aartal und Idsteiner Senke. Sie fällt von 490 m im Süden bis auf 300 m Höhe im Norden ab. Ein im Halbkreis zwischen dem Bad Schwalbach-Hohensteiner Aartal im Westen, der Taunussteiner Oberaarmulde im Süden und der Idsteiner Senke im Osten eingeschmiegter 400 bis 490 m hoch aufragender, breiter Höhenrahmen umschließt eine sacht nach Westnordwest zur unteren Aar geneigte, hügelig gewellte und zum großen Teil offene Riedelflur. Das kleinere und weniger klar erscheinende Becken von Breithardt am Ostrand des mittleren Aargebietes, ist keine Senke, sondern eine Einbiegung wie das größere und idealtypisch ausgebildete Usinger Becken im Östlichen Hintertaunus. Man kann es eher vergleichen mit in die Hochflächen eingebauten Hochbecken von Taunusstein.

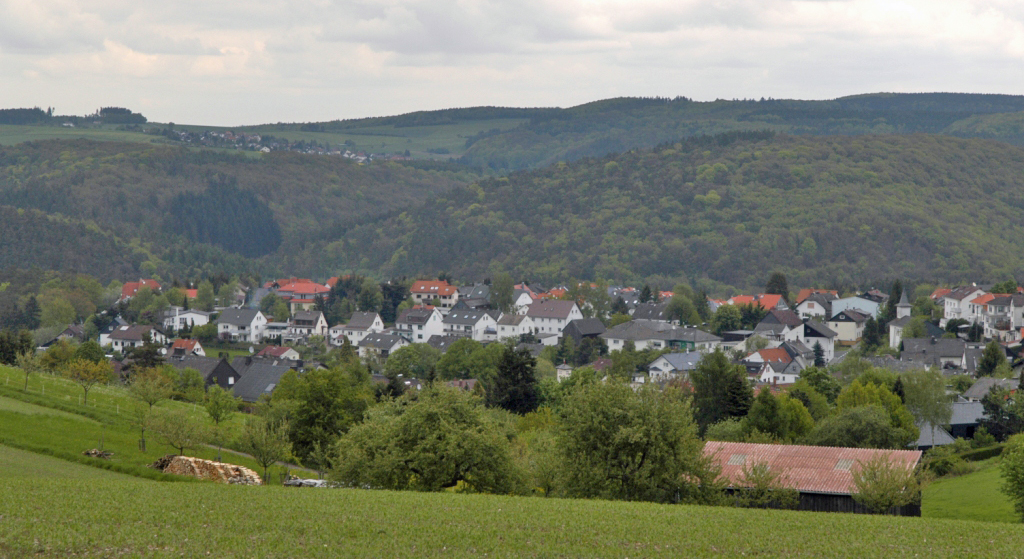
Taunuslandschaft bei Hettenhain (vorne) über das Aartal nach Born (Westlicher Hintertaunus)

Die Wisper und die Aar mit ihren Nebenflüssen sowie der Mühlbach und der Dörsbach haben sich tief in die Rumpffläche eingeschnitten und ein dichtes Talnetz erzeugt. Besonders an den Randbereichen ist die Landschaft stark bewaldet, im zentralen Bereich befindet sich mehr Offenland zwischen den vereinzelten Waldflächen. Nur die Bachtäler sind als Grünland genutzt, sonst beschränkt sich die landwirtschaftliche Nutzung auf Ackerbau.
Im Nordwestteil wird die Landschaft als Einrich (früher Heirich) bezeichnet. Er reicht vom Aartal östlich von Katzenelnbogen als weitgespannte Hochfläche bis zum Rhein im Westen und zur unteren Lahn im Norden.
Für einen Teil des Westlichen Hintertaunus ist auch der Begriff Untertaunus als Synonym im Gebrauch. Er bezeichnet das Gebiet des früheren Untertaunuskreises. Dieser wurde 1867 vom Königreich Preußen nach der Annexion des Herzogtums Nassau geschaffen, ging 1977 im Rheingau-Taunus-Kreis auf und hat mit der naturräumlichen, geologischen-tektonischen oder geomorphologisch-geographischen Gliederung nichts gemein.

#### Naturräumliche Gliederung
Der Westliche Hintertaunus gliedert sich naturräumlich:

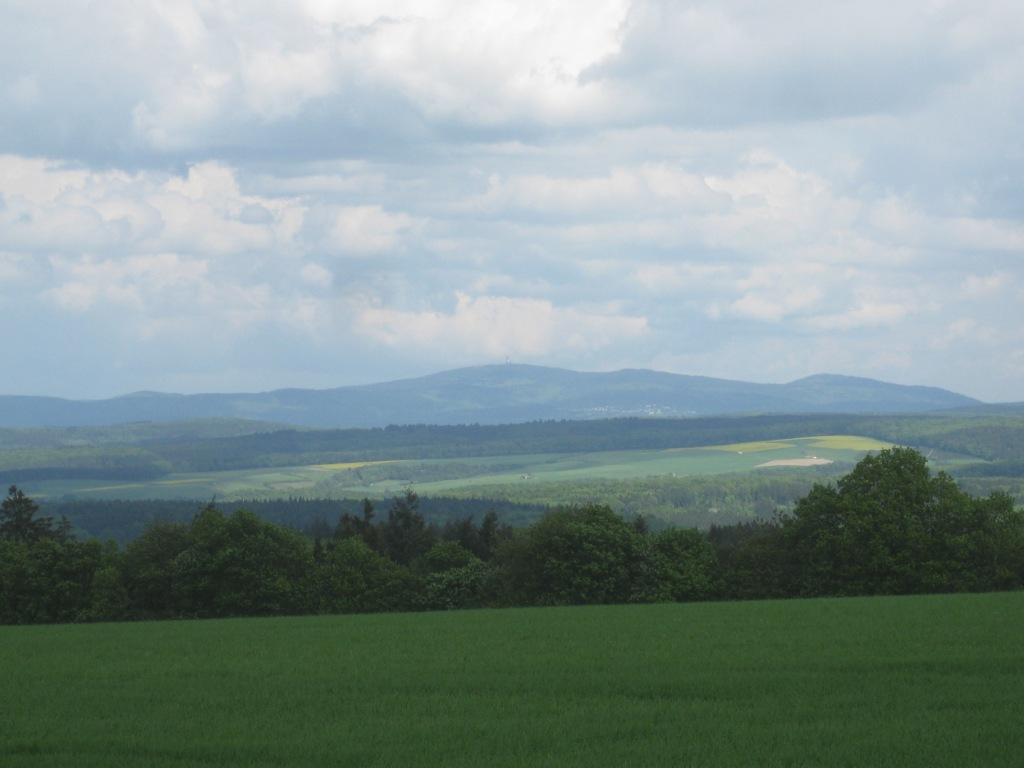
Blick vom Kemeler Rücken über das Aartal nach Südosten zum Taunushauptkamm mit Großem und Kleinem Feldberg.

- 304 Westlicher Hintertaunus (908,38 km²)
  - 304.0 Wispertaunus (145,05 km²)
  - 304.1 Westlicher Aartaunus (82,66 km²)
  - 304.2 Bad Schwalbach-Hohensteiner Aartal  (22,32 km²)
    - 304.20 Aar-Aubach-Grund (0,27 km²)

  - 304.3 Östlicher Aartaunus (184,56 km²)
  - 304.4 Oberaarmulde (23,83 km²)
  - 304.5 Zorner Hochfläche (41,64 km²)
  - 304.6 Mittelrheintaunus (109,56 km²)
  - 304.7 Unterlahnhöhen (38,19 km²)
  - 304.8 Nastätter Mulde (92,58 km²)
  - 304.9 Katzenelnbogener Hochfläche (167,99 km²)
    - 304.90 Dörsbach/Mühlbach-Wasserscheide (16,24 km²)
    - 304.91 Unteres Dörsbach-Tiefenbach-Gebiet (34,42 km²)
    - 304.92 Zentrale Katzenelnbogener Hochfläche (104,43 km²)
    - 304.93 Schiesheimer Aartalweitung (12,90 km²)

#### Berge und Erhebungen
Zu den höchsten Bergen und Erhebungen des Westlichen Hintertaunus (alle im Westlichen Aartaunus gelegen) gehören – sortiert nach Höhe in Meter (m) über Normalhöhennull (NHN):
- Mappershainer Kopf (548,0 m)
- Grauer Kopf (543,4 m)
- Gesteinteheck (537,2 m)
- Neunzehntberg (ca. 530 m)
- Bienkopf (521,9 m)

## Klima
Klimatisch gesehen ist das Gebiet des Hintertaunus kälter und regenreicher als der südlich des Taunushauptkamms gelegene Vordertaunus. Es herrscht ein kühlfeuchtes Mittelgebirgsklima. In Kombination mit den vorherrschenden Westwind-Wetterlagen kommt es am Taunushauptkamm zu einem Stau und zur Ausregnung der feuchten Atlantikluft über dem Hintertaunus. Dies führt erstens zu dem Steigungsregen und zweitens zu kräftigeren Winden, die, geblockt durch den Hochtaunus, die vielen Rodungs- und Siedlungsflächen überwehen können. Feuchtkalte Winde (meteorologisches Tief) aus westlicher bzw. nordwestlicher Richtung werden im Hintertaunus zurückgehalten und prägen so das Klima. Südliche Luftströmungen (meteorologisches Hoch) werden durch den Taunushauptkamm gebremst und werden in der Rhein-Mainischen-Tiefebene zurückgehalten oder kommen nur in abgeschwächter Form über den Taunushauptkamm.

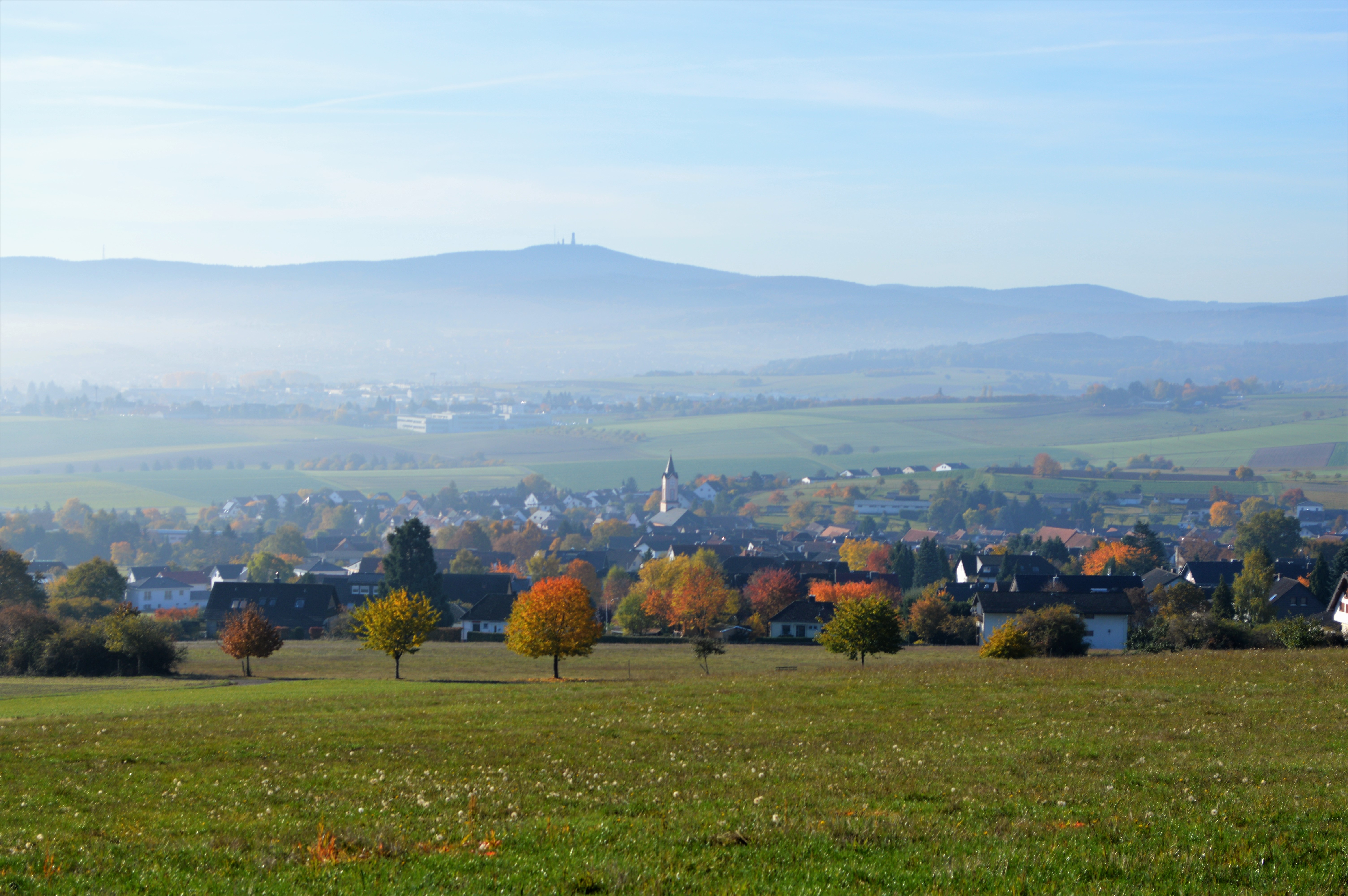
Blick vom Pfaffenkopf bei Eschbach über das Usinger Becken (Östlicher Hintertaunus) zum Großen Feldberg im Taunushauptkamm

Nur bei Schwachwetterlagen (ca. 45 % jährlich) bildet sich ein Lokalklima aus und dafür sind dann sogenannte Klimaschneisen wichtig, damit die Region um Frankfurt und Bad Homburg von den Hangab- und Talabwinden profitieren und damit eine Portion Frischluft aus dem Taunus erhalten kann.
Während der Südwetterlagen im Herbst bleiben die den Hintertaunus ansonsten bestimmenden feucht-kalten Tiefdruckgebiete aus und es kommt zum so genannten Altweibersommer. Dabei handelt es sich um einen inversen Föhn, der durch Überströmung der aus Süden über den Taunushauptkamm fließenden Winde entsteht. Da diese kontinentalen Südwinde aber bereits am Südtaunus (Vordertaunus) weitgehend trocken ankommen, bilden sich meist Wolken ohne nennenswerten Niederschlag.
Die mittlere Jahresmitteltemperatur beträgt auf den Ausläufern der nördlichen Hochflächen, an der Lahn, 8 bis 9 °C. Auf den Hochschollen und angrenzenden Hochflächen, in südlicher Richtung zum Taunushauptkamms, mit der Feldberg-Langhals-Pferdskopf-Scholle (Pferdskopf-Taunus) im Östlichen Hintertaunus und dem Kemeler Rücken (Kemeler Heide) im Westlichen Hintertaunus, bei 7 bis 8 °C. Dagegen liegen sie auf dem durch die Weil und ihre Nebenbäche stark zertalten Pferdskopf-Taunus bei 6 bis 7 °C. In der Idsteiner Senke, bzw. Goldenen Grund bei 8,5 bis 9 °C.
Der mittlere Jahresniederschlag beträgt auf den Ausläufern der Hochflächen, an der Lahn, 600 bis 700 mm. In südlicher Richtung auf den Hochschollen und den angrenzenden Hochflächen steigt dieser Wert auf 700 bis 800 mm an. Im Pferdskopf-Taunus können hingegen Werte zwischen 800 und 900 mm auftreten. In der Idsteiner Senke, bzw. Goldenen Grund 590 mm.

## Naturparks
Im landschaftlich vielfältigen Hintertaunus liegen insgesamt drei Naturparks. Der Naturpark Taunus beinhaltet den Östlichen Hintertaunus und erstreckt sich nördlich bis hin zum Lahntalgebiet bei Weilburg. Im Nordwesten umfasst der Naturpark Nassau Teile des Westlichen Hintertaunus, während der Naturpark Rhein-Taunus sich im Westen befindet. Dieser Naturpark verläuft teilweise geographisch mit seinen Grenzen, in den Östlichen Hintertaunus hinein.

## Politische Gliederung
Der Hintertaunus befindet sich im Wesentlichen auf hessischem Territorium, der nordwestliche Teil, also Teile des Westlichen Hintertaunus, gehören zu Rheinland-Pfalz. Der Hintertaunus erstreckt sich über die Landkreise Hochtaunus, Limburg-Weilburg, Rheingau-Taunus, Lahn-Dill, Gießen, Wetterau und Rhein-Lahn.

## Städte und Ortschaften im Hintertaunus

### Östlicher Hintertaunus
| - Altenkirchen - Altweilnau - Arnoldshain - Audenschmiede - Aulenhausen - Bermbach - Blessenbach - Bodenrod - Bonbaden - Brandoberndorf - Braunfels - Brombach - Büblingshausen - Burgsolms - Cleeberg - Cratzenbach - Dietenhausen - Dombach - Dorfweil - Drommershausen - Ebersgöns - Edelsberg - Eisenbach - Elkerhausen - Emmershausen - Ernsthausen - Eschbach - Essershausen - Espa - Finsternthal - Freienfels | - Friedrichsthal - Garbenheim - Grävenwiesbach - Griedelbach - Gemünden - Haintchen - Hasselbach - Hasselborn - Hausen-Arnsbach - Hausen-Oes - Heinzenberg - Hirschhausen - Hundstadt - Hunoldstal - Kraftsolms - Kransberg - Kröffelbach - Kröftel - Kubach - Laimbach - Langenbach - Langenhain-Ziegenberg - Langhecke - Laubach - Laubuseschbach - Laufdorf - Lützendorf - Maibach - Mauloff - Merzhausen | - Michelbach - Mönstadt - Möttau - Münster - Nauborn - Naunstadt - Neu-Anspach - Neukirchen - Neuweilnau - Niederlauken - Niederems - Nieder-Oberrod - Niederquembach - Niederreifenberg - Niederwetz - Oberems - Oberkleen - Oberlauken - Oberquembach - Oberndorf - Obernhain - Oberreifenberg - Oberwetz - Pfaffenwiesbach - Philippstein - Reichenbach - Reinborn - Reiskirchen - Riedelbach - Rod am Berg | - Rod an der Weil - Rohnstadt - Schmitten im Taunus - Schwalbach - Schwickershausen - Seelenberg - Steindorf - Steinfischbach - Tiefenbach - Treisberg - Usingen - Vollnkirchen - Volpertshausen - Weidenhausen - Weilburg - Weilmünster - Weinbach - Weiperfelden - Wehrheim - Wernborn - Westerfeld - Wetzlar - Weyer - Winden - Wiesental - Wilhelmsdorf - Wolfenhausen - Wüstems |

### Idsteiner Senke

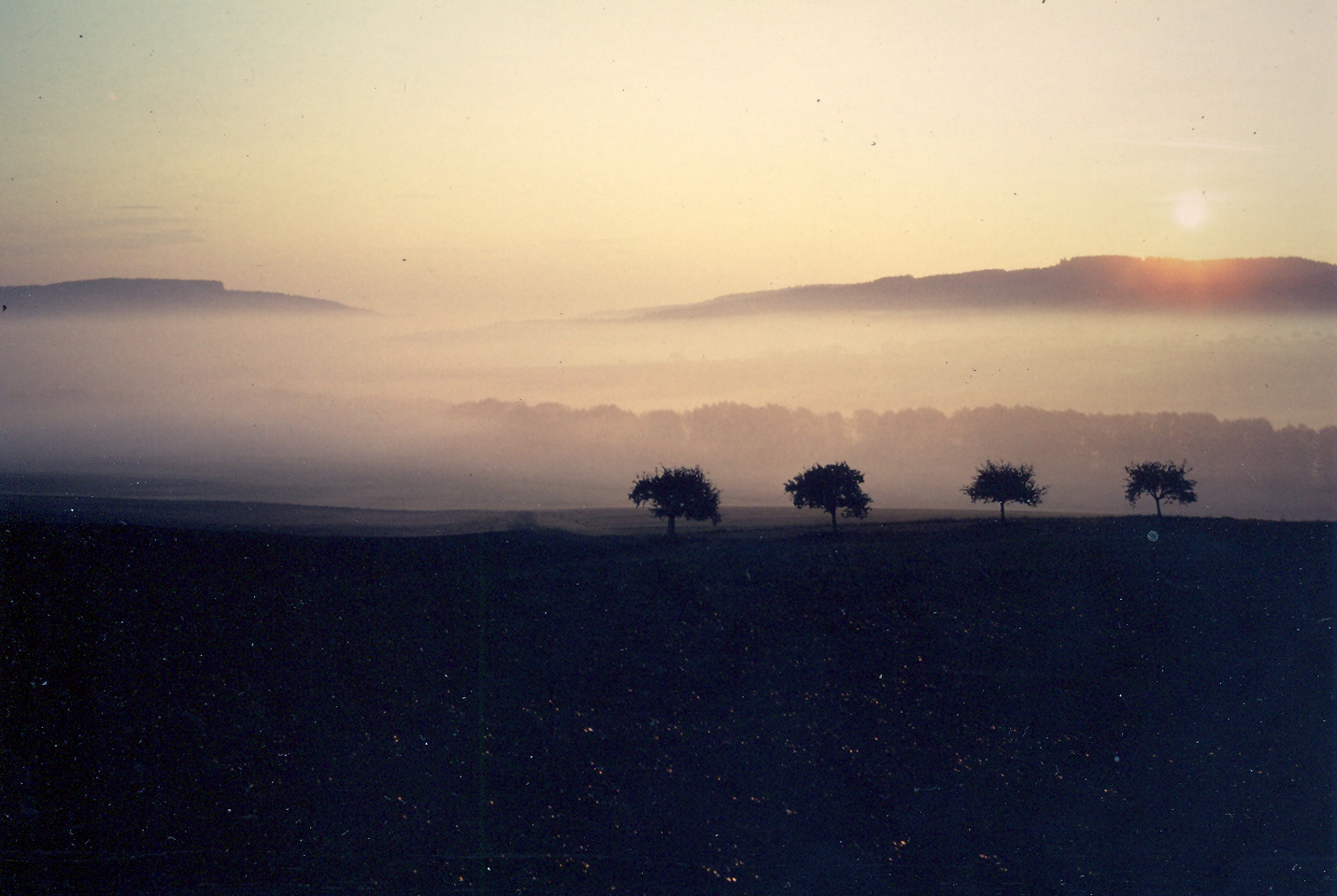
Bodennebel im Hintertaunus

Von Süd nach Nord liegen folgende Orte in der Idsteiner Senke:
- Idsteiner Grund, Idsteiner Wald (fast siedlungsfrei) und Escher Grund (je von West nach Ost geordnet)
  - Nieder- und Oberseelbach (Gemeinde Niedernhausen) – Seelbacher Grund
  - Dasbach – Idsteiner Grund – und Lenzhahn – Idsteiner Wald (beide Stadt Idstein)
  - Idstein – Idsteiner Grund – nebst Ortsteil Heftrich – Escher Grund
  - Idstein-Wörsdorf – Idsteiner Grund – sowie Bermbach und Esch (beide Gemeinde Waldems) – Escher Grund

- Goldener Grund
  - Idstein-Walsdorf
  - Würges (Stadt Bad Camberg)
  - Bad Camberg
  - Erbach (Stadt Bad Camberg)
  - Oberselters (Stadt Bad Camberg)

### Westlicher Hintertaunus
| - Adolfseck - Algenroth - Allendorf - Attenhausen - Auel - Bad Schwalbach - Becheln - Bechtheim - Berg - Berghausen - Berndroth - Bettendorf - Beuerbach - Biebrich - Bleidenstadt - Bogel - Born - Bornich - Breithardt - Bremberg - Buch - Burg-Hohenstein - Burgschwalbach - Cramberg - Dahlheim - Dachsenhausen - Daisbach - Dessighofen - Dickschied - Dienethal - Diethardt - Dornholzhausen - Dörsdorf - Dörscheid - Ebertshausen - Egenroth - Ehr - Ehrenbach - Endlichhofen - Engenhahn - Eisighofen | - Ergeshausen - Eschbach - Eschenhahn - Espenschied - Fischbach - Frücht - Geisig - Geroldstein - Gemmerich - Görsroth - Grebenroth - Gutenacker - Hahn - Hainau - Hambach - Hausen über Aar - Heimbach - Hennethal - Herold - Hettenhain - Hilgenroth - Himmighofen - Holzhausen an der Haide - Holzhausen über Aar - Hunzel - Huppert - Kasdorf - Katzenelnbogen - Kehlbach - Kemel - Kesselbach - Kettenbach - Ketternschwalbach - Klingelbach - Kördorf - Langenseifen - Langschied - Laufenselden - Lautert - Lierschied - Limbach | - Lindschied - Lipporn - Lollschied - Lykershausen - Mappershain - Marienfels - Martenroth - Michelbach - Miehlen - Misselberg - Mittelfischbach - Mudershausen - Nastätten - Nauroth - Neuhof - Niederbachheim - Niedermeilingen - Niederauroff - Niedergladbach - Niederlibbach - Niedertiefenbach - Niederwallmenach - Nochern - Oberauroff - Oberbachheim - Oberlibbach - Oberfischbach - Obergladbach - Obermeilingen - Obertiefenbach - Oberwallmenach - Oberwies - Oelsberg - Ohren - Orlen - Panrod - Patersberg - Pohl - Prath - Presberg - Ramschied | - Ransel - Reckenroth - Reichenberg - Reitzenhain - Rettershain - Rettert - Roth - Rückershausen - Ruppertshofen - Sauerthal - Schiesheim - Schönborn - Schweighausen - Seelbach - Seitzenhahn - Singhofen - Springen - Steckenroth - Steinsberg - Strinz-Margarethä - Strinz-Trinitatis - Strüth - Sulzbach - Wallbach - Wallrabenstein - Wasenbach - Watzelhain - Watzhahn - Wehen - Weidenbach - Weisel - Welterod - Weyer - Wingsbach - Winterwerb - Wisper - Wollmerschied - Zollhaus - Zorn |

## Allgemeine Quellen
- Bundesamt für Naturschutz (BfN):
  - Karten und Daten des Bundesamtes für Naturschutz (Hinweise)
  - Landschaftssteckbriefe
    - Östlicher Hintertaunus
      - Wetzlarer, Weilburger und Hasselbacher Hintertaunus sowie Bodenroder Kuppen (302.0-302.3)
      - Münster-Maibach-Schwelle und Usinger Becken (302.4-302.5)
      - Pferdskopf-Taunus und Steinfischbacher Hintertaunus (302.6-302.7)

    - Idsteiner Senke
      - Nördliches Limburger Becken, Kirberger Hügelland und Idsteiner Senke (311.0, 311.21 und 303)

    - Westlicher Hintertaunus
      - Östlicher Aartaunus, Bad Schwalbach-Hohensteiner Aartal und Oberaarmulde (304.2-304.4)
      - Westlicher Aartaunus, Zorner Hochfläche, Katzenelnbogener Hochfläche, Nastätter Mulde und Unterlahnhöhen (304.1, 304.5, 304.7-304.9)
      - Wispertaunus (304.0)
      - Mittelrheintaunus (304.6)

- Großlandschaften in Rheinland-Pfalz
  - Westlicher Hintertaunus
    - 30 Taunus (304.0-304.93)